# ブラック・リバー島

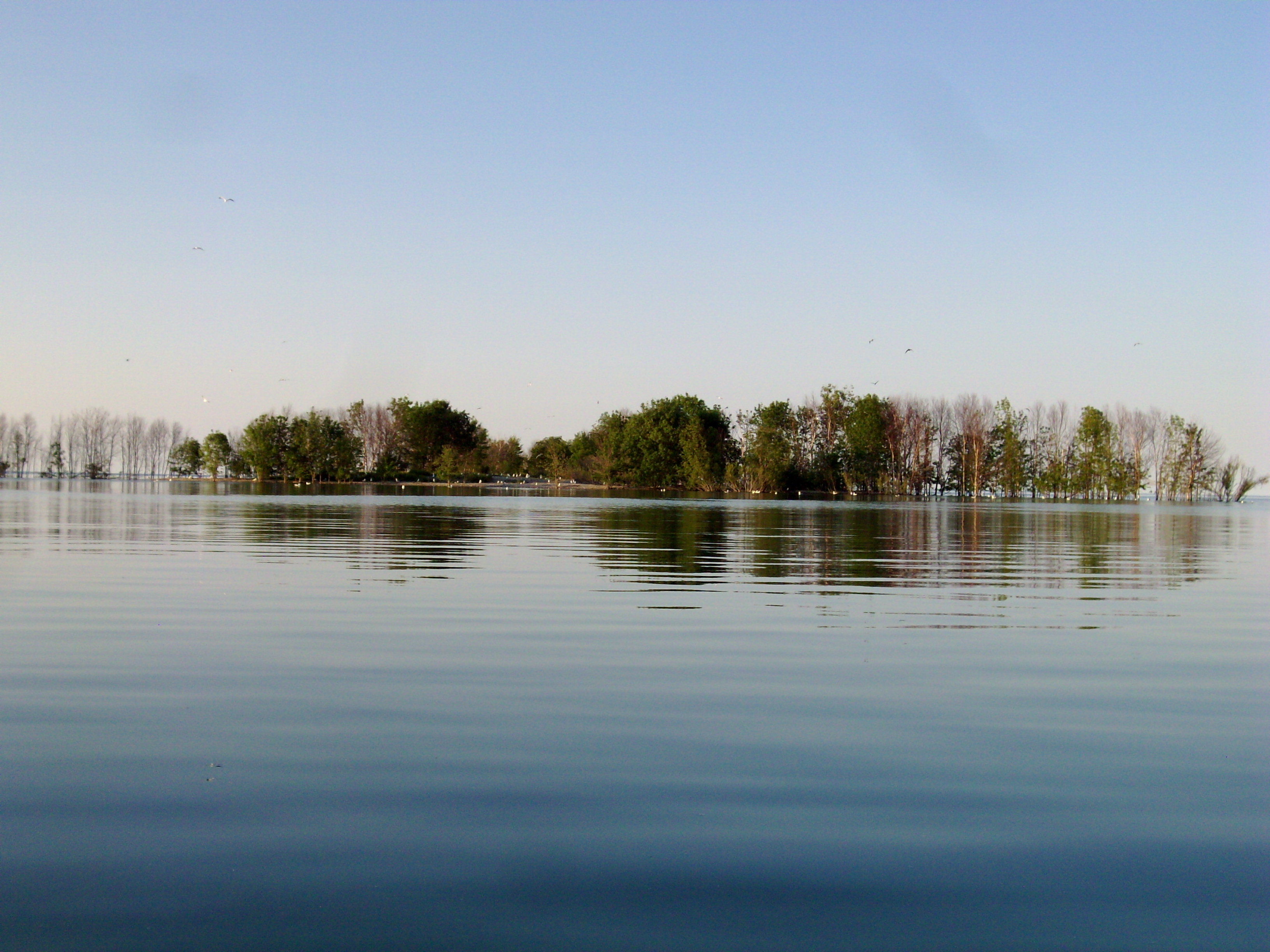
南西から見たブラック・リバー島

ブラック・リバー島（ブラック・リバーとう、英語: Black River Island）は、ヒューロン湖の中の島。ブラック川の河口周辺に散在する砂州の一部であり、河口から3⁄4マイル (1.21 km)北東に位置している。この島は、ミシガン州アルコナ郡の非法人地域であるブラック・リバーの一部となっている。
この居住に適さない岩場の多い島は、1,000フィート (305 m)ほどの長さがある。しかし、面積は1エーカー（およそ0.4ha）にも満たないものであり、湖水面の水位の変動によって変化する。
一帯の砂州は、船舶の運航上、危険なものとなっている。1905年5月、石炭を積んでいたスクーナー（帆船の一種）「ウィリアム・H・ラウンズ (William H. Rounds)」がこの島に座礁し、大破した。さらに南側では、1896年10月に鎖を積んでいたタグボート「ロレッタ (Loretta)」が、スクリュープロペラを破損した上で、火災を引き起こした。1903年11月には、石炭を積んだスクーナー「イシュペミング (Ishpeming)」が座礁した。同船は、スクラップ同然になり放棄された。これらの事故現場は、浮標（ブイ）によって示されている。
過去には、この島の所有者たちが、自然保護団体に島を売却することを検討したこともあった。この島は、ミシガン・アイランズ国立野生保護区の一部を成しているスケアクロウ島の7マイル（およそ11km）南に位置している。